# Спенсър Грамър
Спенсър Карън Грамър (родена на 9 октомври 1983 в Лос Анджелис) е американска актриса, известна с ролята си на Кейси от сериала на АВС Колежани.

## Биография
Спънсър Карън Грамър е единствената дъщеря на комедианта Келси Грамър и инструкторката по танци Дорийн Алдермън. Тя е най-голямата сред двете си полусестри и единия си полубрат. Спенсър започва кариерата си от малка, като участва в шоуто на баща си Бар Наздраве. По-късно участва в сапунката Докато свят светува и в комедийния сериал на АВС – Колежани.

## Филмография
- All About Nothing ...Откачалка на парти (2009)
- Still in Process... Бек (2009)
- Transformers... Приятелка 2 (2007)
- Колежани... Кейси Картрайт (2007-2011)
- Lullaby... Сара Фършуел (2005)
- Докато свят светува... Луси (2003)
- Sweetie Pie... Ашли (2000)
- Бар Наздраве... (1990 – 1993)